# Protestos de dezembro de 2016 na República Democrática do Congo
Os protestos de dezembro de 2016 na República Democrática do Congo começaram quando o presidente da República Democrática do Congo, Joseph Kabila, anunciou que não deixaria o cargo apesar do fim de seu mandato constitucional. Manifestações eclodiram posteriormente em todo o país, que nunca teve uma transferência pacífica de poder desde que conquistou a independência em 1960. Os protestos foram recebidos com o bloqueio das redes sociais pelo governo e violência das forças de segurança que deixaram dezenas de mortos. Os governos estrangeiros condenaram os ataques contra os manifestantes.

## Eventos
Em 14 de dezembro, 42 pessoas foram presas em Goma, de acordo com a Human Rights Watch. Enquanto isso, um protesto anti-Kabila foi realizado do lado de fora da Universidade de Quinxassa.
Em 20 de dezembro, as forças de segurança mataram dezenove civis em Quinxassa, seis civis em Boma, quatro civis em Matadi e cinco civis em Lubumbashi. Os manifestantes seguraram cartões vermelhos  e assopravam apitos significando o fim do mandato de Kabila e desejo de que ele deixasse o poder. Os manifestantes em Quinxassa foram atacados pelas forças de segurança com gás lacrimogêneo, canhões de água e munição real. Segundo as Nações Unidas, pelo menos 113 pessoas foram presas entre os dias 17 e 19.
Em 21 de dezembro, protestos na segunda maior cidade do país, Lubumbashi, deixaram dez manifestantes mortos e 47 feridos, segundo uma ONG local. Outros protestos em cidades de todo o país deixaram um total de pelo menos 26 mortos durante o dia, de acordo com a Human Rights Watch, que disse que militares e policiais foram mobilizados em Lubumbashi e Quinxassa. O governo relatou apenas nove mortes, enquanto afirmava que a polícia havia prendido 275 pessoas.

## Resultado
A Igreja Católica na República Democrática do Congo mediou as negociações entre membros da oposição política do país e o governo.
Em 23 de dezembro, foi proposto um acordo entre o principal grupo de oposição e o governo liderado por Kabila, segundo o qual este último concordou em não alterar a constituição e deixar o cargo antes do final de 2017. Sob o compromisso, o líder da oposição Étienne Tshisekedi supervisionaria a implementação do acordo e o primeiro-ministro do país seria nomeado pela oposição.
No final de janeiro, a Conferência dos Bispos Católicos do Congo (CENCO) anunciou que o acordo de 31 de dezembro estava em risco de colapso, já que o regime de Kabila e a oposição discordavam sobre as nomeações para o conselho de monitoramento eleitoral e cargos ministeriais.